# Manuel Amoros
Manuel Amoros (* 1. února 1962 Nîmes) je bývalý francouzský fotbalista. Hrával na pozici obránce.
S francouzskou reprezentací vyhrál roku 1984 mistrovství Evropy, získal bronzovou medaili na mistrovství světa roku 1986 (Amoros byl v all-stars týmu turnaje), zúčastnil se světového šampionátu 1982, kde Francie skončila na čtvrtém místě, i Eura 1992. Celkem za národní tým Francie odehrál 82 utkání, v nichž vstřelil 1 branku.
S Olympiquem Marseille vyhrál v sezóně 1992/93 Ligu mistrů. Je čtyřnásobným mistrem Francie, jednou s AS Monaco (1988), třikrát s Marseille (1990, 1991, 1992). S Monacem též získal francouzský pohár (1984).
Roku 1986 byl vyhlášen nejlepším fotbalistou Francie. V anketě Zlatý míč, která hledala nejlepšího fotbalistu Evropy, se roku 1986 umístil na čtvrtém místě.
Nedávno[kdy?] se začal pokoušet i o trenérskou kariéru, vedl národní týmy Komor a Beninu.